# Elisabeth Risdon
Elisabeth Risdon, pseudonimo di Daisy Cartwright Risdon (Londra, 26 aprile 1887 – Santa Monica, 20 dicembre 1958), è stata un'attrice britannica.

## Biografia
Figlia di Martha Harrop e di John Jenkins Risdon, intraprese la carriera teatrale e, in seguito, quella cinematografica dopo aver studiato recitazione alla Royal Academy of Dramatic Art.
Il suo film d'esordio fu Bridegrooms Beware (1913), un cortometraggio diretto da Maurice Elvey. Con Elvey, e con Fred Groves come partner, l'attrice girò la quasi totalità dei suoi primi film.

## Matrimoni
Elisabeth Risdon si sposò due volte. Nel 1916, con il regista statunitense George Loane Tucker che morì a Los Angeles il 20 giugno 1921 dopo una lunga malattia, lasciandola vedova a 34 anni. In seguito, con l'attore Brandon Evans di cui assunse il cognome, diventando Elisabeth Evans. Il secondo marito morì il 3 aprile 1958.

## Filmografia

### Cinema

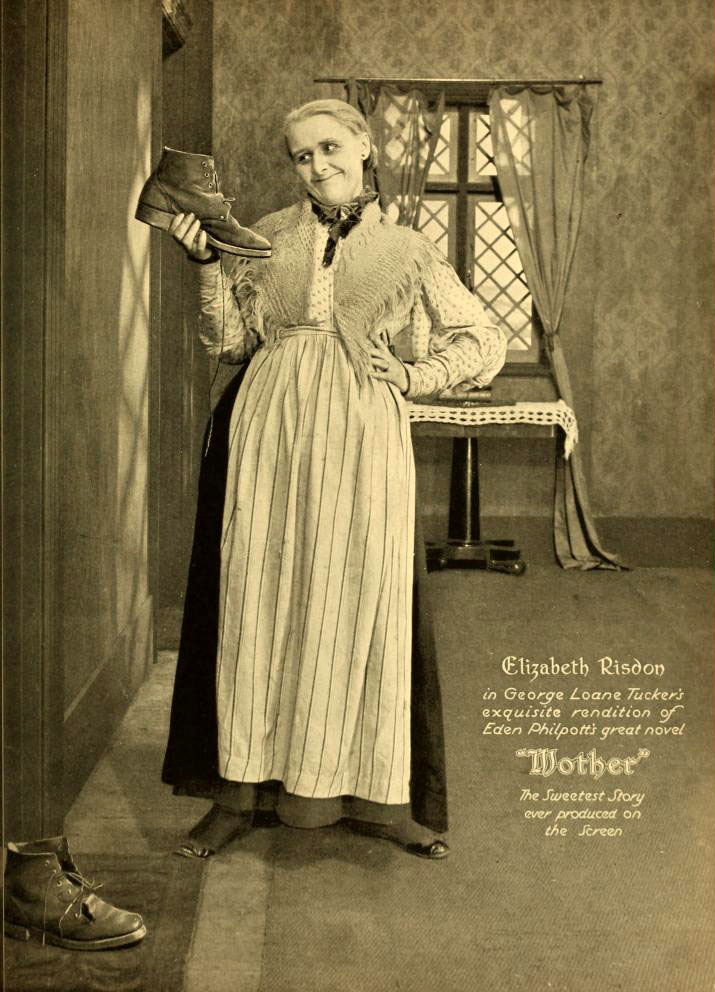
Mother (1917)

- Bridegrooms Beware, regia di Maurice Elvey (1913)
- Maria Marten, or: The Murder in the Red Barn, regia di Maurice Elvey (1913)
- The Idol of Paris, regia di Maurice Elvey (1914)
- The Cup Final Mystery, regia di Maurice Elvey (1914)
- The Finger of Destiny, regia di Charles Raymond (1914)
- Inquisitive Ike, regia di Maurice Elvey (1914)
- In the Days of Trafalgar, regia di Maurice Elvey (1914)
- The Loss of the Birkenhead, regia di Maurice Elvey (1914)
- The Suicide Club, regia di Maurice Elvey (1914)
- Beautiful Jim, regia di Maurice Elvey (1914)
- The Bells of Rheims, regia di Maurice Elvey (1914)
- Her Luck in London, regia di Maurice Elvey (1914)
- It's a Long Long Way to Tipperary, regia di Maurice Elvey (1914)
- The Sound of Her Voice, regia di Maurice Elvey (1914)
- Gilbert Gets Tiger-Itis, regia di Maurice Elvey (1915)
- Honeymoon for Three, regia di Maurice Elvey (1915)
- There's Good in Everyone, regia di Maurice Elvey (1915)
- Midshipman Easy, regia di Maurice Elvey (1915)
- Florence Nightingale, regia di Maurice Elvey (1915)
- From Shopgirl to Duchess, regia di Maurice Elvey (1915)
- London's Yellow Peril, regia di Maurice Elvey (1915)
- Another Man's Wife, regia di Harold Weston (1915)
- Her Nameless Child, regia di Maurice Elvey (1915)
- Grip, regia di Maurice Elvey (1915)
- Home, regia di Maurice Elvey (1915)
- Charity Ann, regia di Maurice Elvey (1915)
- Love in a Wood, regia di Maurice Elvey (1915)
- A Will of Her Own, regia di Maurice Elvey (1915)
- Fine Feathers, regia di Maurice Elvey (1915)
- La moglie di Craig (Craig's Wife), regia di Dorothy Arzner (1936)
- L'adorabile nemica (Theodora Goes Wild), regia di Richard Boleslawski (1936)
- Adorazione (The Woman I Love), regia di Anatole Litvak (1937)
- Vendetta (They Won't Forget), regia di Mervyn LeRoy (1937)
- Strada sbarrata (Dead End), regia di William Wyler (1937)
- La donna che voglio (Mannequin), regia di Frank Borzage (1937)
- Cupo tramonto (Make Way for Tomorrow), regia di Leo McCarey (1937)
- Pazza per la musica (Mad About Music), regia di Norman Taurog (1938)
- The Man Who Dared, regia di Crane Wilbur (1939)
- I ruggenti anni Venti (The Roaring Twenties), regia di Raoul Walsh (1939)
- La tragedia del Silver Queen (Five Came Back), regia di John Farrow (1939)
- Le avventure di Huckleberry Finn (The Adventures of Huckleberry Finn), regia di Richard Thorpe (1939)
- Saturday's Children, regia di Vincent Sherman (1940)
- Abramo Lincoln (Abe Lincoln in Illinois), regia di John Cromwell (1940)
- Quelli della Virginia (The Howards of Virginia), regia di Frank Lloyd (1940)
- Una ragazza per bene (Nice Girl?), regia di William A. Seiter (1941)
- Una pallottola per Roy (High Sierra), regia di Raoul Walsh (1941)
- La signora acconsente (The Lady Is Willing), regia di Mitchell Leisen (1942)
- Prigionieri del passato (Random Harvest), regia di Mervyn LeRoy (1942)
- Vento selvaggio (Reap the Wild Wind), regia di Cecil B. De Mille (1942)
- Verso l'ignoto (The Amazing Mrs. Holliday), regia di Bruce Manners (1943)
- L'angelo perduto (Lost Angel), regia di Roy Rowland (1943)
- Il denaro non è tutto (Higher and Higher), regia di Tim Whelan (1943)
- Lo spettro di Canterville (The Canterville Ghost), regia di Jules Dassin (1944)
- Romanzo nel West (Tall in the Saddle), regia di Edwin L. Marin (1944)
- Nel frattempo, cara (In the Meantime, Darling), regia di Otto Preminger (1944)
- Il fantasma (The Unseen), regia di Lewis Allen (1945)
- Scandalo in famiglia (Lover Come Back), regia di William A. Seiter (1946)
- Io e l'uovo (The Egg and I), regia di Chester Erskine (1947)
- La cavalcata del terrore (The Romance of Rosie Ridge), regia di Roy Rowland (1947)
- Vita col padre (Life with Father), regia di Michael Curtiz (1947)
- Il lutto si addice ad Elettra (Mourning Becomes Electra), regia di Dudley Nichols (1947)
- La muraglia delle tenebre (High Wall), regia di Curtis Bernhardt (1947)
- La sposa ribelle (The Bride Goes Wild), regia di Norman Taurog (1948)
- Il verdetto (Sealed Verdict), regia di Lewis Allen (1948)
- Ogni ragazza vuol marito (Every Girl Should Be Married), regia di Don Hartman (1948)
- Colpevole di tradimento (Guilty of Treason), regia di Felix E. Feist (1950)
- Nozze infrante (The Secret Fury), regia di Mel Ferrer (1950)
- Sierra, regia di Alfred E. Green (1950)
- Il lattaio bussa una volta (The Milkman), regia di Charles Barton (1950)
- In Old Amarillo, regia di William Witney (1951)
- Scaramouche, regia di George Sidney (1952)

### Televisione
- The Whistler – serie TV, episodio 1x07 (1954)
- Damon Runyon Theater – serie TV, episodio 1x14 (1955)

## Spettacoli teatrali
- Fanny's First Play, di George Bernard Shaw (Broadway, 16 settembre 1912)
- Beauty and the Jacobin, di Booth Tarkington (Broadway, 29 novembre 1912)
- The Poetasters of Ispahan, di Clifford Bax (Broadway, 29 novembre 1912)
- The Morris Dance (Broadway, 13 febbraio 1917)
- Misalliance (Broadway, 27 settembre 1917)
- Seven Days' Leave (Broadway, 17 gennaio 1918)
- Muggins (Broadway, 10 giugno 1918)
- Humpty Dumpty (Broadway, 16 settembre 1918)
- Dear Brutus (Broadway, 23 dicembre 1918)
- Footloose (Broadway, 10 maggio 1920)
- Heartbreak House (Broadway, 10 novembre 1920)
- The Nightcap (Broadway, 15 agosto 1921)
- The Lady (Broadway, 4 dicembre 1923)
- Cock O' the Roost (Broadway, 13 ottobre 1924)
- Artistic Temperament (Broadway, 9 dicembre 1924)
- Thrills (Broadway, 16 aprile 1925)
- The Enchanted April (Broadway, 24 agosto 1925)
- Lovely Lady (Broadway, 14 ottobre 1925)
- A Proud Woman (Broadway, 15 novembre 1926)
- The Silver Cord (Broadway, 20 dicembre 1926)
- Right You Are If You Think You Are (Broadway, 2 marzo 1927)
- The Springboard (Broadway, 12 ottobre 1927)
- We Never Learn (Broadway, 23 gennaio 1928)
- For Services Rendered, di W. Somerset Maugham (Broadway, 12 aprile 1933)
- Uncle Tom's Cabin, di G. L. Aiken (Broadway, 29 maggio 1933)
- Big Hearted Herbert, di Sophie Kerr e Anna Steese Richardson (Broadway, 1º gennaio 1934)
- Laburnum Grove, di J.B. Priestley (Broadway, 14 gennaio 1935)

## Doppiatrici italiane
- Tina Lattanzi in Io e l'uovo, Nozze infrante
- Lola Braccini in Romanzo del West, Scaramouche
- Giovanna Scotto in Vento selvaggio